# Berghin
Berghin, in passato Berghiu (in ungherese Berve, in tedesco Blutroth, Blutried) è un comune della Romania di 2 129 abitanti, ubicato nel distretto di Alba, nella regione storica della Transilvania.
Il comune è formato da un insieme di 4 villaggi: Berghin, Ghirbom (Birnbaum), Henig (Henningsdorf), Straja (Hohenwarte).